# 第336独立親衛海軍歩兵旅団 (ロシア海軍)
第336独立親衛海軍歩兵旅団（だい810どくりつしんえいかいぐんほへいりょだん、ロシア語: 336-я отдельная гвардейская бригада морской пехоты）は、ロシア海軍の旅団のひとつ。バルチック艦隊隷下。

## 概要

### ソ連地上軍
1942年3月21日、第308狙撃師団隷下の第347狙撃連隊として創設
1943年9月25日、オリョール解放の功績により、「親衛」称号授与
1944年8月2日、ポーランドのビャロストク解放に対して、名誉称号「ビャロストク」を授与
1944年9月15日、連隊に三等スヴォーロフ勲章授与
1945年4月15日、アレクサンドル・ネフスキー勲章授与
1945年9月～1963年7月、ミンスクに駐屯
1957年、第336親衛自動車化狙撃連隊に改編

### ソ連海軍
1963年、第336独立親衛海軍歩兵連隊に改編
1963年7月15日、バルチースクに移動し、バルト艦隊に配属
1966年4月30日、第1大隊を基幹に、第309独立海軍歩兵大隊が新編された。
1973年：「勇気と部隊の献身に対する」国防省旗を授与
1979年11月20日、第336独立親衛海軍歩兵旅団に改編

### ロシア海軍
1995年1月～7月、第一次チェチェン紛争に投入。戦時中、旅団から5人のロシア連邦英雄が輩出した。
2022年2月、ロシアのウクライナ侵攻の際、旅団はクリミアからウクライナの領土に入った。マリウポリ方向での戦いに参加し、大きな損失を被った。同年6月7日には、旅団の参謀長ルスラン・シリン大佐が死亡している。同年7月29日、ウクライナのジャーナリストであるロマン・ツィムバリュクはTelegramで旅団がウクライナで解散したと述べた。同月25日にバルチースクにウクライナで死亡した兵士の棺が300個以上積まれた列車が到着し、家族に情報が提供されたという。

## 編制
- 旅団司令部（バルチースク）
- 第877独立海軍歩兵大隊
- 第878独立海軍歩兵大隊
- 第879独立強襲上陸大隊
- 第724独立偵察上陸大隊
- 戦車大隊
- 2個自走榴弾砲大隊
- 通信大隊
- 物資保障大隊
- 高射ミサイル大隊
- 工兵中隊

## 装備
- T-72 x26
- BTR-80 x131
- 2S1「グヴォージカ」 x24
- 2S9「ノーナ-S」 x22
- 2B16「ノーナ-B」（ロシア語版） x6
- MT-LBT x59
- PRP-4 x3
- PU-12 x6
- R-145BM、R-156BTR x6
- 1V18 x3
- 1V19 x1
- 1V119 x8
- ZS-88 x1
- UR-67 x2
- BREM-2 x1

## 歴代旅団長
| 職名   | 就任年 | 氏名             | 階級     |
| ------ | ------ | ---------------- | -------- |
| 旅団長 |        | A.ダルコヴィッチ | 親衛大佐 |